# Стшижево (Новотомиський повіт)
Стшижево (пол. Strzyżewo) — село в Польщі, у гміні Збоншинь Новотомиського повіту Великопольського воєводства. Населення — 759 осіб (2021).
У 1975—1998 роках село належало до Зеленоґурського воєводства.

## Демографія
Демографічна структура станом на 31 березня 2011 року:
|          | Загалом | Допрацездатний вік | Працездатний вік | Постпрацездатний вік |
| -------- | ------- | ------------------ | ---------------- | -------------------- |
| Чоловіки | 380     | 98                 | 262              | 20                   |
| Жінки    | 383     | 90                 | 209              | 84                   |
| Разом    | 763     | 188                | 471              | 104                  |